# نیم واکنش
نیم‌واکنش (به انگلیسی: Half-reaction) مفهومی‌ست در برق‌شیمی که بیان‌کننده یک واکنش شیمیایی است که طی آن الکترون آزاد توسط مواد گرفته یا آزاد می‌شود و طی آن فرایند اکسایش یا کاهش (احیا) صورت می‌گیرد. مواد شرکت‌کننده در نیم واکنش‌ها به صورت یون‌های با بار مثبت با منفی نشان داده می‌شوند. یک نیم واکنش در حقیقت بخشی از یک واکنش کلی اکسایش و کاهش است در نتیجه جنبه تئوری داشته و بخشی از سازوکار یک واکنش کلی است در نتیجه به صورت جداگانه امکان انجام آن در آزمایشگاه وجود ندارد.
مثال: سلول روی و مس گالوانیک
 سلول گالوانیک 
سلول گالوانیک نشان داده شده را در نظر بگیرید: این قطعه با یک قطعه روی (Zn) غوطه ور در محلول سولفات روی ( ZnSO4 ) و یک قطعه مس (Cu) غوطه ور در محلول سولفات مس ( II ) ساخته شده است (   CuSO4 ).  واکنش کلی این است: 
Zn (s) + CuSO4 (aq) n ZnSO4 (aq) + Cu (s) 
در آند روی، اکسیداسیون صورت می گیرد (فلز الکترون را از دست می دهد).  این در نیمه واکنش اکسیداسیون زیر نشان داده شده است (توجه داشته باشید که الکترونها در سمت محصولات هستند): 
Zn (ها) n Zn2 + + 2e− 
در کاتد مس ، کاهش اتفاق می افتد (الکترونها پذیرفته می شوند).  این در نیمه واکنش کاهش دهنده زیر نشان داده شده است (توجه داشته باشید که الکترونها در سمت واکنش دهنده ها هستند): 
Cu2 + + 2e− → Cu (s) 
مثال: اکسیداسیون منیزیم 
آزمایش نشان دادن سنتز یک اکسید اساسی.  روبان منیزیم توسط مشعل مشتعل می شود.  منیزیم باعث سوزش نور شدید و تشکیل اکسید منیزیم ( MgO ) می شود. h عکس یک روبان منیزیم در حال سوختن با قرار گرفتن در معرض بسیار کوتاه برای بدست آوردن جزئیات اکسیداسیون. 
مثال سوزاندن روبان منیزیم (Mg) را در نظر بگیرید.  وقتی منیزیم می سوزد ، با اکسیژن (O2) هوا ترکیب می شود و طبق معادله زیر اکسید منیزیم ( MgO ) تشکیل می دهد: 
2Mg (s) + O2 (g) M 2MgO (s) 
اکسید منیزیم یک ترکیب یونی است که حاوی یونهای Mg2 + و O2− است در حالیکه Mg (ها) و O2 (g) عناصری بدون بار هستند.  منیزیم (های) با بار صفر بار +2 را از سمت واکنش دهنده به سمت محصول می گیرد و O2 (گرم) با بار صفر بار -2 را به دست می آورد.  دلیل این امر این است که وقتی Mg به + Mg2 تبدیل می شود ، 2 الکترون از دست می دهد.  از آنجا که 2 میلی گرم در سمت چپ وجود دارد ، در مجموع 4 الکترون با توجه به نیمه واکنش اکسیداسیون زیر از بین می رود: 
2 میلی گرم (ثانیه) M 2 میلی گرم 2 + + 4 ثانیه 
از طرف دیگر ، O2 کاهش یافت: حالت اکسیداسیون آن از 0 به -2 می رسد.  بنابراین ، می توان با دریافت 4 الکترون ، یک نیمه واکنش کاهش برای O2 نوشت: 
O2 (گرم) + 4e− → 2O2− 
واکنش کلی حاصل جمع هر دو واکنش است: 
2 میلی گرم (ثانیه) + O2 (گرم) + 4e− → 2Mg2 + + 2O2− + 4e− 
وقتی واکنش شیمیایی ، به ویژه ، واکنش اکسیداسیون کاهش می یابد ، الکترون ها را در حین واکنش مشاهده نمی کنیم و از بین می روند.  آنچه می بینیم واکنش دهنده ها (ماده اولیه) و محصولات نهایی هستند.  به همین دلیل ، الکترونهایی که در هر دو طرف معادله ظاهر می شوند ، لغو می شوند.  پس از لغو ، معادله دوباره نوشته می شود به عنوان 
2Mg (s) + O2 (g) → 2Mg2 + + 2O2− 
دو یون مثبت (Mg2 +) و منفی (O2-) در سمت محصول وجود دارد و آنها بلافاصله با هم ترکیب می شوند و به دلیل بارهای مخالف (جاذب الکترواستاتیک) ، یک اکسید منیزیم (MgO) تشکیل می دهند.  در هر واکنش اکسیداسیون-کاهشی داده شده ، دو نیمه واکنش وجود دارد - نیمه واکنش اکسیداسیون و نیمه واکنش کاهشی.  مجموع این دو نیمه واکنش ، واکنش اکسیداسیون - کاهش است. 
روش تعادل نیمه واکنش 
واکنش زیر را در نظر بگیرید: 
Cl2 + 2Fe2 + → 2Cl− + 2Fe3 + 
دو عنصر درگیر ، آهن و کلر ، هر کدام حالت اکسیداسیون را تغییر می دهند.  آهن از 2+ تا 3+ ، کلر از 0 تا 1 −.  پس از آن به طور موثر دو نیمه واکنش رخ می دهد.  این تغییرات را می توان با قرار دادن الکترون های مناسب در هر واکنش نیمی در فرمول ها نشان داد: 
Fe2 + → Fe3 + + e − Cl2 + 2e− → 2Cl− 
با توجه به دو نیمه واکنش ، می توان با آگاهی از پتانسیل های مناسب الکترود ، از همان طریق به واکنش کامل (اصلی) رسید.  تجزیه واکنش به نیم واکنش کلید درک انواع فرآیندهای شیمیایی است.  به عنوان مثال ، در واکنش فوق ، می توان نشان داد که این یک واکنش ردوکس است که در آن Fe اکسید می شود ، و Cl کاهش می یابد.  به انتقال الکترون از Fe به Cl توجه داشته باشید.  تجزیه همچنین روشی برای ساده سازی تعادل معادله شیمیایی است.  یک شیمی دان می تواند هر بار یک قطعه از معادله را تعادل اتم دهد و تعادل را شارژ کند. 
مثلا: 
Fe2 + → Fe3 + + e− می شود 2Fe2 + → 2Fe3 + + 2e− 
به Cl2 + 2e− → 2Cl− اضافه می شود 
و در نهایت Cl2 + 2Fe2 + → 2Cl− + 2Fe3 + می شود 
در نظر گرفتن یک واکنش نیمه در هر دو حالت اساسی یا اسیدی نیز ممکن و گاهی ضروری است ، زیرا ممکن است یک الکترولیت اسیدی یا اساسی در واکنش ردوکس وجود داشته باشد.  به دلیل این الکترولیت ، تأمین تعادل اتمها و بارها دشوارتر است.  این کار با افزودن H2O ، OH− ، e− و یا H + به هر دو طرف واکنش انجام می شود تا زمانی که هر دو اتم و بارها متعادل شوند. 
نیمه واکنش زیر را در نظر بگیرید: 
PbO2 → PbO 
تا زمانی که فرض شود واکنش در آب باشد می توان از OH− ، H2O و e− برای تعادل بارها و اتم ها در شرایط اساسی استفاده کرد. 
2e− + H2O + PbO2 → PbO + 2OH− 
دوباره نیمه واکنش زیر را در نظر بگیرید: 
PbO2 → PbO 
H + ، H2O و e− را می توان برای تعادل بارها و اتم ها در شرایط اسیدی استفاده کرد ، به شرطی که فرض شود واکنش در آب است. 
2e− + 2H + + PbO2 → PbO + H2O 
توجه داشته باشید که هر دو طرف هم از نظر شارژ متعادل و هم از نظر اتم متعادل هستند. 
غالباً H + و OH− در شرایط اسیدی و اساسی وجود خواهد داشت اما واکنش حاصل از دو یون باعث تولید آب H2O می شود (در زیر نشان داده شده است): 
H + + OH− → H2O
در زیر نمونه‌ای از یک نیم واکنش اکسایش روی نشان داده شده‌است:
Zn(s) → Zn2+ + 2e